# Mimas (hold)
A Mimas a Szaturnusz hetedik holdja, a nagyobb holdak közül a legbelső. William Herschel fedezte fel 1789-ben. Nevét Mimaszról. a görög mitológia egy óriásáról kapta, aki Héraklész áldozata lett.
A hold átlagos átmérője 392 km (418×392×383 km), átlagos távolsága a Szaturnusztól 185 520 km, közel körpályán kering. Az árapályerők hatására mindig ugyanazzal az oldalával fordul a Szaturnusz felé. A Mimas keringési rezonanciában van a Szaturnusz egyik távolabbi holdjával, a Tethys-szel, 22,6 órás keringési ideje pontosan fele a Tethys-ének. A két hold egymást legjobban megközelítő találkozása a Szaturnusznak mindig ugyanazon az oldalán történik.
A Mimas sűrűsége kicsi (1,17 g/cm³), főként jégből áll. Hőmérséklete ennek megfelelően rendkívül alacsony, körülbelül −200 °C. Az ilyen nagy képződmény létezése azt igazolja, hogy az itt uralkodó hőmérsékleten a jég szilárdsága vetekszik a kőével.
A Szaturnusz-holdak közül ez a legkisebb, gömb alakú, felületén megannyi becsapódásból származó kráter van. A legfeltűnőbb képződmény a Herschel-kráter, melynek átmérője 130–140 km, a Mimas átmérőjének egyharmadát teszi ki. Mélysége meghaladja a 10 km-t, fala 5 km-rel emelkedik környezete fölé. A kráter közepén egy kb. 6 km magas hegycsúcs található. (Mintha szeme lenne.) A Herschel krátert előidéző hatalmas becsapódás igen közel sodorhatta a holdat a teljes megsemmisüléshez. A Mimas ellentétes oldalán látható roncsolódási nyomok arra utalnak, hogy a becsapódás kis híján kettészakította az égitestet.
A Mimason található képződmények Arthur király és a Kerekasztal lovagjai legendájának szereplőiről kapták nevüket. Csupán a Herschel-kráter kivétel, mely a hold felfedezőjének nevét viseli.

## A Mimas Halálcsillag-mítosza
A szóbeszéd lényege az, hogy George Lucas a Szaturnusz Mimas holdjáról, valamint annak 140 km átmérőjű Herschel-kráteréről mintázta a Csillagok háborúja több részében is látható Halálcsillagot. A krátert egy kisbolygó becsapódása idézte elő, ami kis híján elpusztította az égitestet. A találgatás alapja ez a külső hasonlóság.
A valóságban Lucas nem másolhatta a Mimasról a Halálcsillagot, mivel a Herschel-kráter csak 1980-ban lett felismerhető a Voyager szonda felvételén, míg az első Csillagok háborúja filmet 1977-ben mutatták be.

## Lásd még
- A Szaturnusz holdjai